# Bahnstrecke Malmö–Ystad
| Strecke |     | Södra stambanan von Lund                    | Södra stambanan von Lund                    |
| Dienststation / Betriebs- oder Güterbahnhof                                                                   |     | Malmö godsbangård                           | Malmö godsbangård                           |
| Strecke von links · Abzweig geradeaus, nach rechts und von rechts                                             |     |                                             |                                             |
| Abzweig geradeaus und nach rechts · Strecke                                                                   |     | zum Hafen                                   | zum Hafen                                   |
| Strecke von links · Abzweig geradeaus und nach rechts · Strecke                                               |     |                                             |                                             |
| Strecke · Kopfbahnhof Streckenende · Strecke                                                                  | 0,0 | Malmö C                                     | Malmö C                                     |
| Brücke über Wasserlauf · Strecke                                                                              |     | Indre Hamnen (nur Güterzüge)                | Indre Hamnen (nur Güterzüge)                |
| ehemaliger Bahnhof · Strecke                                                                                  | 0,0 | Malmö Västra                                | Malmö Västra                                |
| Abzweig geradeaus und ehemals von rechts · Strecke                                                            |     | Kockums Werft                               | Kockums Werft                               |
| Abzweig ehemals geradeaus und nach rechts · Strecke                                                           |     | Malmö–Limhamn banan                         | Malmö–Limhamn banan                         |
| Abzweig geradeaus und nach links (Strecke außer Betrieb) · Strecke                                            |     | Kockums Mech. Werkstatt                     | Kockums Mech. Werkstatt                     |
| Bahnhof (Strecke außer Betrieb) · Strecke                                                                     | 3,5 | Södervärn                                   | Södervärn                                   |
| Abzweig geradeaus und nach rechts (Strecke außer Betrieb) · Strecke                                           |     | Malmö–Trelleborg banan nach Trelleborg      | Malmö–Trelleborg banan nach Trelleborg      |
| Strecke (außer Betrieb) · Dienststation / Betriebs- oder Güterbahnhof                                         | 1,0 | Östervärn (PV bis 2010)                     | Östervärn (PV bis 2010)                     |
| Strecke (außer Betrieb) · Abzweig geradeaus und nach links                                                    |     | Malmö–Simrishamns Järnvägar nach Simrishamn | Malmö–Simrishamns Järnvägar nach Simrishamn |
| Strecke (außer Betrieb) · Abzweig geradeaus und nach links                                                    |     | Malmö–Genarp Järnvägar nach Genarp          | Malmö–Genarp Järnvägar nach Genarp          |
| Kreuzung geradeaus unten (Strecke geradeaus außer Betrieb) · Strecke quer · Abzweig geradeaus und nach rechts |     | Kontinentalbahn nach Trelleborg             | Kontinentalbahn nach Trelleborg             |
| Strecke (außer Betrieb)                                                                                       |     | nach Ystad                                  | nach Ystad                                  |

| Strecke |      | Södra stambanan von Lund                      | Södra stambanan von Lund                      |
| Dienststation / Betriebs- oder Güterbahnhof |      | Malmö godsbangård                             | Malmö godsbangård                             |
| Kopfbahnhof Streckenanfang und quer (Strecke außer Betrieb) · Abzweig ehemals quer und von links · Abzweig geradeaus, nach rechts und von rechts | 0,0  | Malmö Västra                                  | Malmö Västra                                  |
| Abzweig quer und von links · Abzweig geradeaus und nach rechts · Strecke                                                                         |      | zum Hafen und nach Limhamn                    | zum Hafen und nach Limhamn                    |
| Strecke · Tunnelanfang · Strecke |      | Citytunnel Malmö                              | Citytunnel Malmö                              |
| Kopfbahnhof Streckenende · Bahnhof (im Tunnel) · Strecke                                                                                         | 0,0  | Malmö C (hoch bzw. tief)                      | Malmö C (hoch bzw. tief)                      |
| Strecke (im Tunnel) · Dienststation / Betriebs- oder Güterbahnhof                                                                                | 1,0  | Östervärn (PV bis 2010)                       | Östervärn (PV bis 2010)                       |
| Strecke (im Tunnel) · Abzweig geradeaus und nach links                                                                                           |      | Malmö–Simrishamns Järnvägar nach Simrishamn   | Malmö–Simrishamns Järnvägar nach Simrishamn   |
| Strecke (im Tunnel) · Abzweig geradeaus und nach links                                                                                           |      | Malmö–Genarp Järnvägar nach Genarp            | Malmö–Genarp Järnvägar nach Genarp            |
| Bahnhof (im Tunnel) · Strecke | 2,0  | Triangeln (seit 2010)                         | Triangeln (seit 2010)                         |
| Strecke (im Tunnel) · Haltepunkt / Haltestelle                                                                                                   | 2,0  | Rosengård (seit 2018)                         | Rosengård (seit 2018)                         |
| Strecke (im Tunnel) · Blockstelle | 3,0  | Persborg (PV bis 2010)                        | Persborg (PV bis 2010)                        |
| Strecke (im Tunnel) · ehemaliger Bahnhof | 3,5  | Södervärn                                     | Södervärn                                     |
| Tunnelende · Strecke |      | Citytunnel Malmö                              | Citytunnel Malmö                              |
| Bahnhof · Strecke | 6,0  | Hyllie                                        | Hyllie                                        |
| Abzweig geradeaus, nach rechts und von rechts · Strecke                                                                                          |      | Öresundbahn nach Kopenhagen                   | Öresundbahn nach Kopenhagen                   |
| Strecke · ehemaliger Bahnhof | 6,2  | Hindby                                        | Hindby                                        |
| Strecke · Dienststation / Betriebs- oder Güterbahnhof                                                                                            |      | Fosieby (ehem. P-Hp)                          | Fosieby (ehem. P-Hp)                          |
| Bahnhof · Strecke | 11,0 | Svågertorp (seit 2010)                        | Svågertorp (seit 2010)                        |
| Abzweig geradeaus, nach links und von links · Strecke nach rechts                                                                                |      |                                               |                                               |
| Dienststation / Betriebs- oder Güterbahnhof | 7,0  | Lockarp                                       | Lockarp                                       |
| Abzweig geradeaus und nach rechts |      | Kontinentalbahn nach Trelleborg               | Kontinentalbahn nach Trelleborg               |
| ehemaliger Bahnhof | 10,7 | Oxie                                          | Oxie                                          |
| Haltepunkt / Haltestelle | 11,0 | Oxie                                          | Oxie                                          |
| ehemaliger Bahnhof | 16,2 | Skabersjö                                     | Skabersjö                                     |
| Abzweig geradeaus und ehemals von rechts |      | ehem. Strecke von Trelleborg                  | ehem. Strecke von Trelleborg                  |
| Bahnhof | 21,1 | Svedala                                       | Svedala                                       |
| Abzweig geradeaus und ehemals nach links |      | ehem. Strecke nach Lund                       | ehem. Strecke nach Lund                       |
| ehemaliger Bahnhof | 27,6 | Börringe                                      | Börringe                                      |
| Abzweig geradeaus und ehemals nach rechts |      | Bahnstrecke Börringe–Östratorp nach Östratorp | Bahnstrecke Börringe–Östratorp nach Östratorp |
| Dienststation / Betriebs- oder Güterbahnhof | 30   | Lemmeströ                                     | Lemmeströ                                     |
| ehemaliger Bahnhof | 33,9 | Näsbyholm                                     | Näsbyholm                                     |
| Bahnhof | 38,7 | Skurup                                        | Skurup                                        |
| Bahnhof | 44,4 | Rydsgård                                      | Rydsgård                                      |
| Abzweig geradeaus und ehemals nach rechts |      | ehem. Strecke nach Trelleborg                 | ehem. Strecke nach Trelleborg                 |
| Dienststation / Betriebs- oder Güterbahnhof | 49,1 | Rynge (ehem. PV)                              | Rynge (ehem. PV)                              |
| Haltepunkt / Haltestelle | 51,3 | Marsvinsholm (ehem. Bf)                       | Marsvinsholm (ehem. Bf)                       |
| ehemaliger Bahnhof | 54,9 | Charlottenlund                                | Charlottenlund                                |
| Abzweig geradeaus und ehemals nach rechts |      | ehem. Strecke nach Skivarp                    | ehem. Strecke nach Skivarp                    |
| Haltepunkt / Haltestelle | 56,0 | Svarte                                        | Svarte                                        |
| Bahnhof | 63,0 | Ystad                                         | Ystad                                         |
| Abzweig geradeaus und von rechts |      | Eisenbahnfähre von Świnoujście                | Eisenbahnfähre von Świnoujście                |
| Strecke |      | Strecke nach Simrishamn                       | Strecke nach Simrishamn                       |
| |      |                                               |                                               |
| Quellen: |      |                                               |                                               |

Die Bahnstrecke Malmö–Ystad ist eine schwedische Bahnstrecke in Skåne. Sie wurde von Malmö–Ystads Järnvägsaktiebolag (MYJ), einer privaten Eisenbahngesellschaft, zwischen Malmö Västra und Ystad erbaut. Da die Strecke mit starker Unterstützung der damaligen Gutsherren gebaut wurde, die sie nahe an ihren Herrensitzen vorbeiführten, wurde die Strecke als Grevebanan (deutsch Grafenbahn) bezeichnet.
Seit der Namensreform der schwedischen Bahnstrecken durch Banverket 1990 wird der Streckenabschnitt Lockarp–Simrishamn als Ystadbanan bezeichnet.

## Geschichte
Für die Gründung einer Bahnstrecke zwischen Malmö und Ystad setzte sich vor allem der Graf von Börringekloster, Corfitz Beck-Friis, ein. Bereits 1866 hatte er soviel Geld beisammen, dass eine Untersuchung für Bau einer Strecke zwischen Ystad und Malmö mit einer Abzweigung nach Trelleborg eingeleitet werden konnte. Bei einem Treffen am 2. Mai 1866 in Malmö wurde der Kapitän des Väg- och vattenbyggnadskåren (deutsch Weg- und Wasserbaubüro), N. Fr. Frykholm, mit den Untersuchungen und der Erstellung eines Kostenvoranschlages beauftragt.
Im September 1866 beendete Frykholm seine Untersuchungen. Am 26. September fand ein weiteres Treffen statt, bei dem ein Ausschuss mit 14 Personen ernannt wurde. Frykholm stellte diesem Ausschuss seine Vorschläge vor. Im Zusammenhang mit einer Normalspurbahn hatte er zwei Varianten ausgearbeitet:
- Vorschlag 1 umfasste eine Kostenschätzung von 4.150.000 Kronen. Dabei sollte ein Oberbau mit Schienen mit einem Metergewicht von 29 Kilogramm errichtet werden. Dieser Vorschlag enthielt keine Fahrzeuge und sah vor, dass Statens Järnvägar die Strecke mit ihren Loks und Wagen bedienen solle.
- Vorschlag 2 umfasste eine Kostenschätzung von 4.750.000 Kronen. Der Oberbau sollte in leichterer Bauart mit Schienen mit einem Metergewicht von 24,5 Kilogramm errichtet werden. Dazu war die Beschaffung von eigenen Fahrzeugen vorgesehen sowie im Einvernehmen mit SJ und Ystad–Eslövs Järnvägsaktiebolag (YEJ) die gemeinsame Verwendung der Bahnhöfe in Malmö und Ystad.

## Entscheidung für die Spurweite
Am 1. Juli 1869 folgte ein weiteres Treffen. Frykholm wurde aufgefordert, eine Kalkulation für einen noch einfacheren Oberbau zu berechnen. Dieser Vorschlag belief sich auf 3.950.000 Kronen und enthielt den Kauf von fünf Dampflokomotiven. Wagen waren in der Kalkulation nicht enthalten, weil angenommen wurde, dass diese SJ bereitstellen würde. Von SJ-Seite war kein Interesse an dieser Variante vorhanden, deshalb wurde der Vorschlag mit der Beschaffung von Wagen neu berechnet. Nun betrug die Vorausschau 4.390.000 Kronen.
Nun wurden Anträge für eine Konzession sowie für ein Darlehen der öffentlichen Hand eingereicht. Da mitgeteilt wurde, dass mit staatlichen Zuschüssen nicht zu rechnen sei, ließ das Interesse am Streckenbau nach. Erst im Sommer des Jahres 1872 wurde weitere Sitzungen in Anderslöv abgehalten. Dort wurde beschlossen, zu untersuchen, wie hoch die Kosten wären, wenn die Strecke als Schmalspurbahn gebaut werden würde. J. M. Ekströmer, Kapitän des Väg- och vattenbyggnadskåren, wurde beauftragt, diese Studie auszuführen. Er kam zu dem Ergebnis, dass eine Schmalspurbahn mit der Spurweite von 891 mm und Schienen mit einem Gewicht von 17 kg/m für die Strecke Malmö–Ystad 2.269.033 Kronen sowie eine Nebenstrecke zwischen Skabersjö und Trelleborg 732.335 Kronen kosten würde.
Ekströmers Vorschlag stieß auf Zustimmung, bis Anfang 1872 E. Sandell, Leutnant des Väg- och vattenbyggnadskåren, beauftragt wurde, erneut Untersuchungen und Kostenschätzungen für eine Schmalspurbahn mit einem eigenen Bahnhof an der Westseite des Hafens in Malmö und einem eigenen Bahnhof in Ystad, durchzuführen. Sandell stellte den Vorschlag am 2. November 1872 in Malmö vor. Es handelte sich um eine Strecke mit der Spurweite 1067 mm und mit Schienen mit einem Gewicht von 17,2 kg/m, die dieser auf 2,4 Millionen Kronen einschließlich der Fahrzeuge schätzte.

## Malmö–Ystads Järnvägsaktiebolag
Dieser Vorschlag stieß auf Zustimmung. Wieder wurde ein zwölf Personen starkes Gremium gebildet, das am 3. Dezember 1872 zusammentrat. Es wurde festgestellt, dass inzwischen Aktien für fast eine Million Kronen gezeichnet worden waren. Der Entwurf einer Satzung wurde genehmigt und beschlossen, die Malmö–Ystads Järnvägsaktiebolag zu gründen. Zum Vorsitzenden des Vorstands wurde Graf Corfitz Beck-Friis gewählt, dem Gremium gehörten ferner Graf Arvid Posse, Freiherr Julius Stjernblad, Graf O. Thott, Rittmeister M. Hallenborg, Kabinettskammerherr G. von Geijer, Konsul H. Friis, Gutsbesitzer P. Kockum und Kaufmann W. Luttropp an.
Die Versammlung beschloss, eine Konzession für die Strecke Malmö–Ystad zu beantragen. Es wurde zudem beschlossen, eine Konzession für die Strecke Börringe–Anderslöv zu beantragen und diese zu bauen, wenn genügend Geld vorhanden wäre.
Die Frage der Spurweite wurde im Laufe der Jahre ein Problem. Die Hauptversammlung ermächtigte den Vorstand, die Strecke in Normalspur mit 1435 mm zu bauen, vorausgesetzt, dass das Geld für die zusätzlichen Kosten von 400.000 Kronen aufgebracht werde. Der anhaltenden Diskussion folgte die Entscheidung, dass die Strecke als Schmalspurbahn gebaut werden würde. Stjernblad, der für Normalspur argumentiert hatte, beantragte daraufhin seinen Rücktritt aus dem Vorstand.

## Streckenbau
Am 31. Dezember 1872 wurde die Konzession für eine Schmalspurbahn zwischen Malmö und Ystad beantragt. Im Januar 1873 kündigte Stjernblad 200.000 Kronen als Sicherheit an, wenn der Vorstand seine Entscheidung rückgängig machen und stattdessen beschließen würde, die Strecke in Normalspur zu bauen. Nun stimmte der Vorstand zu und beantragt die Änderung der Konzession. Diese wurde am 4. Februar 1873 bewilligt und es war Stjernblads Hartnäckigkeit zu verdanken, dass die Strecke in der Spurweite von 1435 mm gebaut wurde.
Unter der Leitung von E. Sandell begannen Anfang April 1873 die Bauarbeiten. Über 1000 Männer arbeiteten auf der Baustelle und am Ende des Jahres war der gesamte Bahndamm trassiert. Am 19. September 1874 waren die Schienen auf der gesamten Strecke verlegt. Während der Bauphase wurden noch Verbesserungen vorgenommen. So wurden mehr Bahnhöfe und Haltestellen gebaut, als von Anfang an geplant. In Ystad wurde kein eigener Bahnhof gebaut, sondern der vorhandene der Ystad–Eslövs Järnvägsaktiebolag gemeinsam genutzt.

## Eröffnung
Um möglichst rasch Erträge zu erwirtschaften, sollte die Strecke so schnell wie möglich eröffnet werden, auch wenn noch nicht alle Baustellen abgeschlossen waren. So fand am 16. Dezember 1874 die Eröffnung für den allgemeinen Güterverkehr statt. Die Freigabe für den öffentlichen Personenverkehr erfolgte am 21. Dezember 1874. Abschließende Arbeiten an der Strecke dauerten noch lange Zeit danach.
Die endgültigen Kosten summierten sich auf 3.393.335 Kronen. Für dieses Geld war eine Bahnstrecke entstanden, die in Normalspur errichtet war, mit eisernen Schienen mit einem Gewicht von 22 kg/m ausgestattet war und neben der Hauptstrecke mit 63 Kilometern Nebengleise von 8,5 Kilometer aufwies. Der minimale Kurvenradius betrug 350 Meter, die höchste Neigung 10 Promille und die Höchstgeschwindigkeit 30 km/h. An Fahrzeugen waren vier Tenderlokomotiven, elf zweiachsige Personenwagen, vier zweiachsige Postwagen und 79 zweiachsige Güterwagen vorhanden.
Der Fahrzeugpark entwickelte sich während der Zeit als Privatbahn wie folgt:
- Dampflokomotiven:
  - Tenderlok: 1874: 4, 1925: 8, 1940: 6
  - Schlepptenderloks: 1874: 0, 1925: 4, 1940: 1
- Triebwagen: 1874: 0, 1925: 0, 1940: 1
  - Personenwagen: zweiachsig: 1874: 11, 1925: 23, 1940: 18
  - Personenwagen: dreiachsig: 1874: 0, 1925: 7, 1940: 7
  - Drehgestellwagen vierachsig: 1874: 0, 1925: 4, 1940: 7
- Gepäck- und Güterwagen, zweiachsig: 1874: 79, 1925: 329, 1940: 416
- Postwagen, ganz oder kombiniert: 1874: 4, 1925: 1, 1940: 1

## Grevebanan
Für den Bahnbau wurde kein öffentlicher Zuschuss gewährt. Dank der Beteiligung der örtlichen Gutsherren am Bau wurde die Strecke Grevebanan genannt. Die Interessen der Geldgeber spiegelt sich in der Linienführung wider. Jeder Gutshof hatte einen Bahnhof oder eine Haltestelle in der Nähe der Anwesen. Dies hatte zur Folge, dass die Bahnstrecke nicht immer der kürzesten Linie folgte. Diese sogenannten Schlossbahnhöfe waren Skabersjö, Börringe, Näsbyholm, Marsvinsholm und Charlottenlund.

## Betrieb
Nach der 1874 erfolgten Eröffnung der Bahnstrecke Ystad–Eslöv durch Ystad–Eslövs Järnvägsaktiebolag (MYJ) wurde eine Zusammenarbeit zwischen den beiden Gesellschaften vereinbart. Diese Zusammenarbeit bestand darin, dass der Zugverkehr durch einen gemeinsamen Verkehrsleiter geregelt wurde. 1912 wurde die Zusammenarbeit durch die Bildung des Konsortiums Trafikförbundet Ystads Järnvägar formal beschlossen. Obwohl die Zusammenarbeit sehr eng war, blieb MYJ als eigenständige Gesellschaft bestehen. Der erste Verkehrsleiter war der 1832 geborene Carl Victor Waldenström, der das Amt von 1866 bis 1896 innehatte.
Die zunehmende Menge an Fahrzeugen stellte erhöhte Anforderungen an die Wartung von Lokomotiven und Waggons. Die beiden ältesten Werkstätten wurden allmählich eng und veraltet. YEJ beschloss daher zusammen mit MYJ, gemeinsam eine neue, zeitgemäße Werkstatt in Ystad zu bauen. Diese wurde zwischen 1912 und 1913 erbaut und diente für die Instandhaltung von Schienenfahrzeugen im Trafikförbundet Ystads Järnvägar.

## Streckenverbesserungen
In den folgenden Jahren wurde größere Investitionen für die Verbesserung und Erweiterung sowohl von Strecke sowie Gebäuden unternommen. Dies war vor allem auf der Strecke eine Folge der Sparsamkeit in der Bauphase. Wohngebäude, Bahnhöfe und Personalgebäude wurden ergänzt und gebaut, die Güteranlagen ausgebaut und Holzbrücken durch neue aus Stahl ersetzt. Bis 1890 wurden die Eisenschienen durch Stahlschienen mit einem Gewicht von 22,5 kg/m ersetzt.
1897 wurde ein neues, geräumiges Bahnhofsgebäude in Malmö errichtet. 1894 bekam Svedala ein neues Bahnhofsgebäude. Durch den neuerlichen Umbau mit Stahlschienen mit einem Gewicht von 32 kg/m konnte 1905 die zulässige Achslast von neun auf 13 Tonnen und die Höchstgeschwindigkeit auf 70 km/h erhöht werden. Dazu trug zudem die Ausrüstung der Strecke mechanischen Signal- und Weichenverriegelungen, modernen Vorsignalen und einer Vielzahl von Schrankenanlagen an Straßen und Wegen, die die Strecke kreuzten.
In den frühen 1920er Jahren wurden begonnen, die Schienen erneut gegen schwerere Schienen mit einem Gewicht von 41 kg/m zu tauschen. Nach Abschluss der Arbeiten wurde die Höchstgeschwindigkeit auf 90 km/h erhöhen.

## Verstaatlichung und weitere Entwicklung
Wie viele andere private Gesellschaften hatte die Malmö–Ystads Järnvägsaktiebolag vor dem Zweiten Weltkrieg große wirtschaftliche Probleme. Das Risiko einer Insolvenz und Schließung waren oft gegeben. Deshalb wurden im Rahmen der allgemeinen Eisenbahnverstaatlichung am 1. Juli 1941 alle Bahngesellschaften, die im Konsortium Trafikförbundet Ystads Järnvägar verbunden waren, verstaatlicht.
Nach der Übernahme durch Statens Järnvägar wurden keine wesentlichen Änderungen vorgenommen. Routinemäßig erfolgte die Wartung der Strecke zusammen mit einigen Modernisierung der Sicherheitseinrichtungen und in Wohngebäuden.
Die Schienen auf der Strecke wurden im Laufe der Jahre nochmals durch solche mit höherem Metergewicht ersetzt. Die Sicherheitssysteme wurden modernisiert, einschließlich der Einführung von Lichtsignalen und elektrisch angetriebenen Schrankenanlagen. Die größeren Bahnhöfe wurden teilweise mit elektrisch gesteuerten Weichen versehen.

## Streckenveränderungen
Am 10. Juni 1955 wurde die Strecke Malmö Västra–Södervärn stillgelegt. Die Strecke erhielt einen neuen Anschluss zwischen Hindby und einer provisorischen Anschlussstelle bei der Lönngatan. Ab diesem Zeitpunkt fuhren die Reisezüge ab Malmö centralstation. Der Güterverkehr verblieb bis zum 1. März 1972 auf dem Abschnitt zwischen Hindby und Södervärn.
In den frühen 1970er Jahren wurde eine neue Strecke zwischen Fosieby und Oxie gebaut. Ab dem 4. Juni 1973 wurde der Verkehr auf der neu verlegten Strecke aufgenommen. Somit konnte die Strecke Lönngatan–Hindby–Oxie stillgelegt werden, die Strecke wurde abgebaut.

## Modernisierung
1974 wurde eine Eisenbahnfährverbindung für den Güterverkehr zwischen Ystad und Swinemünde in Polen eröffnet. Dadurch wurde der Güterverkehr stark ausgeweitet. Die unbedeutenden lokalen Güterzüge wurden durch die Züge zur und von der Fähre in Ystad ersetzt.
1991 wurde die Strecke mit Automatic Train Control (ATC) ausgestattet, die am 3. Juni in Betrieb genommen wurde. In den Jahren 1994 und 1995 erfolgte eine umfassende Sanierung der Strecke. Sie erfüllt damit den heute üblichen modernen Standard. Die Renovierung umfasste sowohl Elektrifizierung und Fernbedienung. Der elektrische Betrieb wurde am 8. Juni 1996 und die Fernsteuerung am 20. Juni 1996 aufgenommen. Die Strecke wird in vollem Umfang für den Güter- und Personenverkehr genutzt.
Dabei entstanden neue Gleisanschlüsse in Lemmeströ und Rynge. Die Stationen in Oxie und Svarte wurden wiedereröffnet. Der Bahnhof Marsvinsholm war einer der sogenannten Schlossbahnhöfe. Dort hielten die Züge bis 1972, seither gibt es wieder eine Haltestelle für Theaterbesucher auf Schloss Marsvinsholm.
Nach der Elektrifizierung stieg der Personenverkehr deutlich an, 2003 wurde der Bahnhof Rydsgård ausgebaut, um Zugkreuzungen zu ermöglichen.
Die letzte Änderung im Personenverkehr erfolgte am 15. August 2011. Seither fahren die Personenzüge durch den neu errichteten Citytunnel. Ein neues Verbindungsgleis wurde zudem von Lockarp nach Svågertorp an der Öresundsbana gebaut.

## Betrieb
Ab Mitte der 1950er Jahre wurden auf der Strecke die ersten Dieseltriebwagen eingesetzt. Die letzten dampfgeführten Reisezüge verschwanden 1962 und ab den frühen 1980er Jahren übernahmen Triebwagen der Y6-Serie den Personenverkehr. Ihnen folgten Fahrzeuge vom Typ Y3. Als diese Triebwagen ausgemustert wurden, verkehrten Lokomotiven des Typs T44 im Personen- sowie im Güterverkehr.
1990 übernahm die Provinz Skåne län die Verantwortung für den Personenverkehr auf der Strecke. Ab diesem Zeitpunkt wurden Triebwagen der Reihe SJ Y1 eingesetzt. Die Strecke wurde ein Teil des Pågatåg-Regionalzug-Netzwerkes. Der Verkehr wird von Skånetrafiken durchgeführt. 2019 verkehren Triebwagen der Typs X61.
Der früher eingesetzte Direktzug der Danske Statsbaner (DSB) Kopenhagen–Ystad mit Anschluss an die Fähre nach Bornholm wurde im Dezember 2017 eingestellt.
Für den Güterverkehr verwendet Green Cargo Lokomotiven der Typen GC Rd2/GC Rc4 (2019). Es verkehren nur durchgehende Züge von Malmö nach Ystad. Der lokale Güterverkehr zu den Unterwegsbahnhöfen wurde eingestellt.

## Bilder

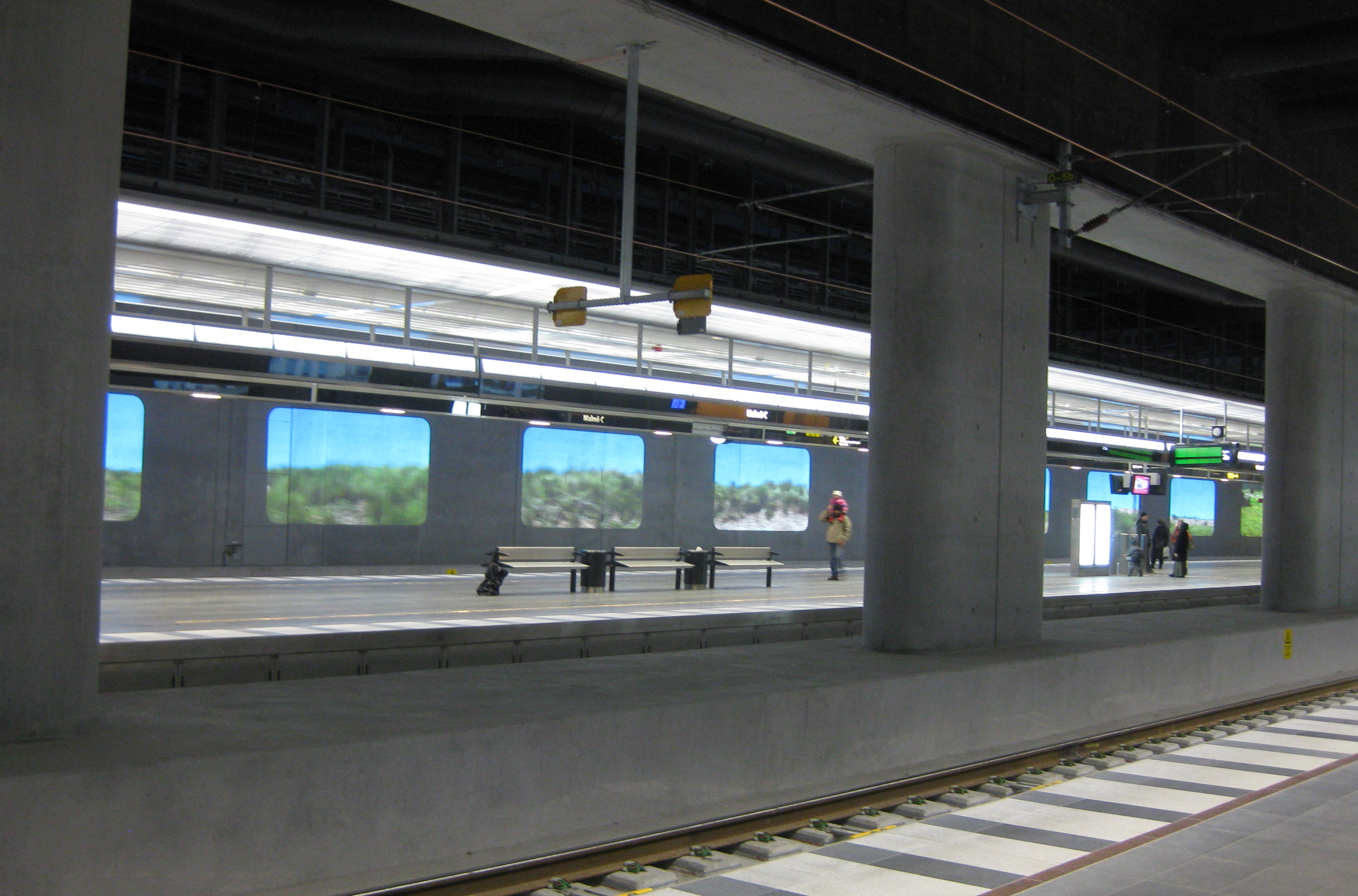
Bahnhof Malmö C
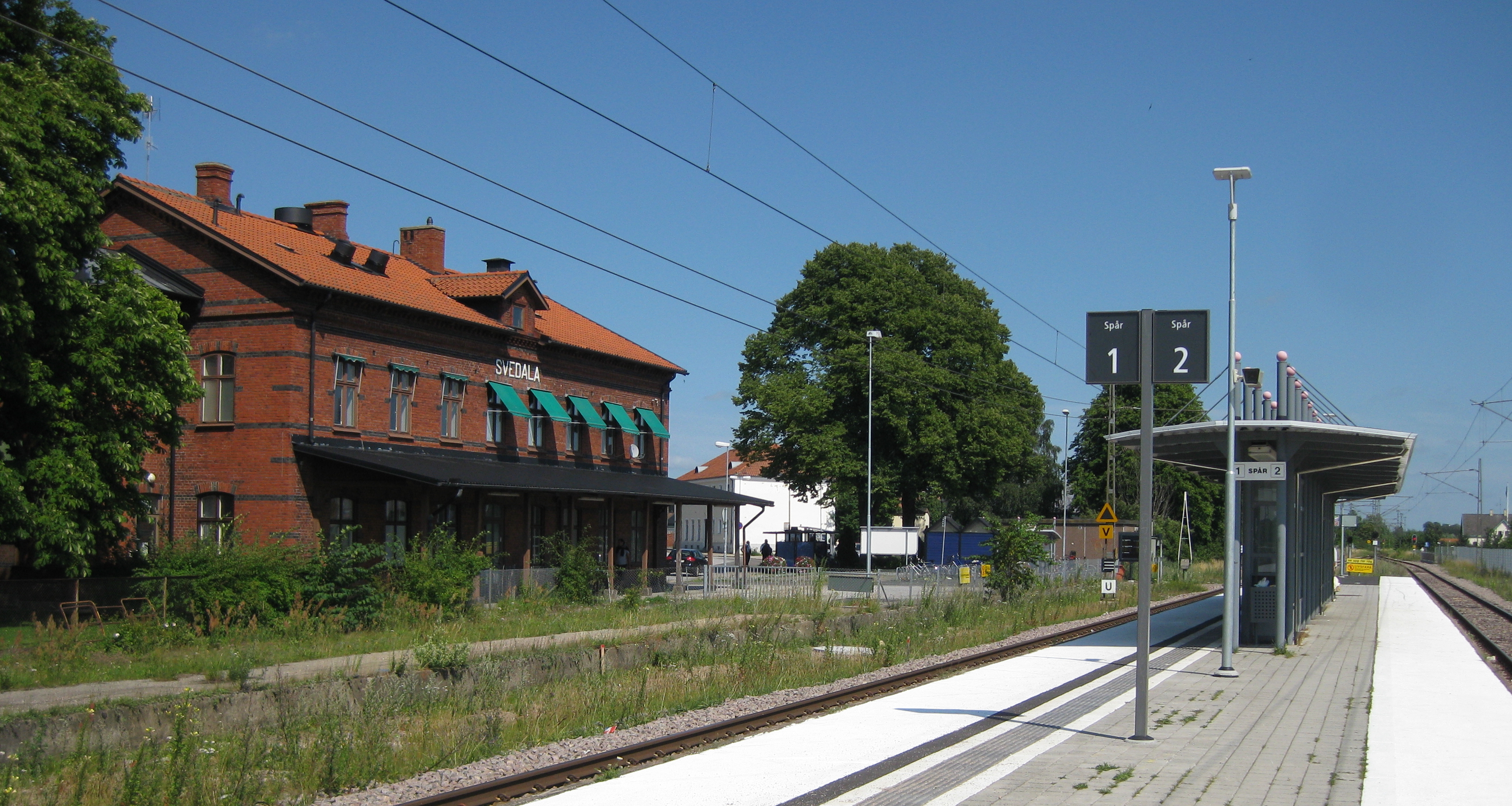
Bahnhof Svedala
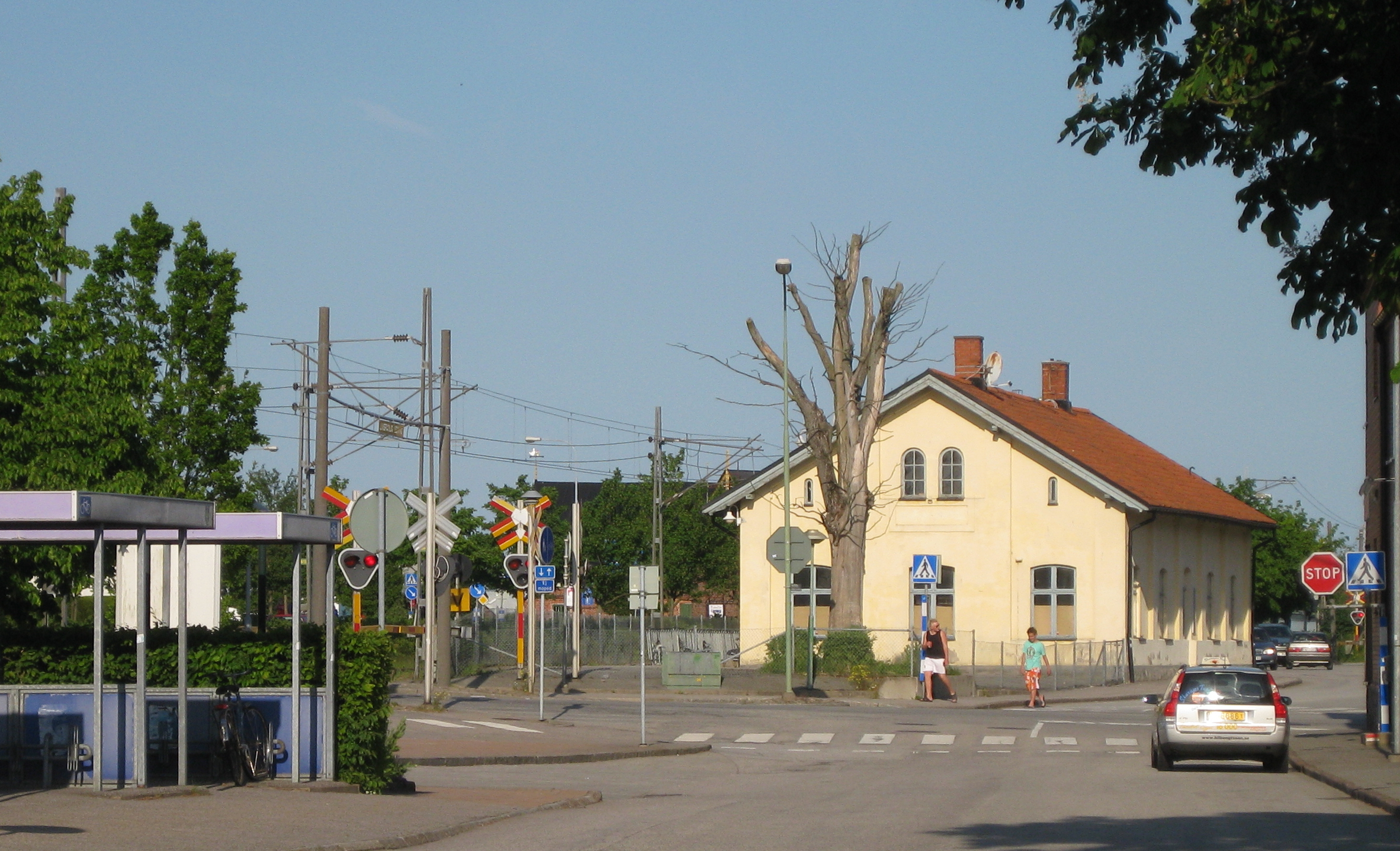
Bahnhof Skurup
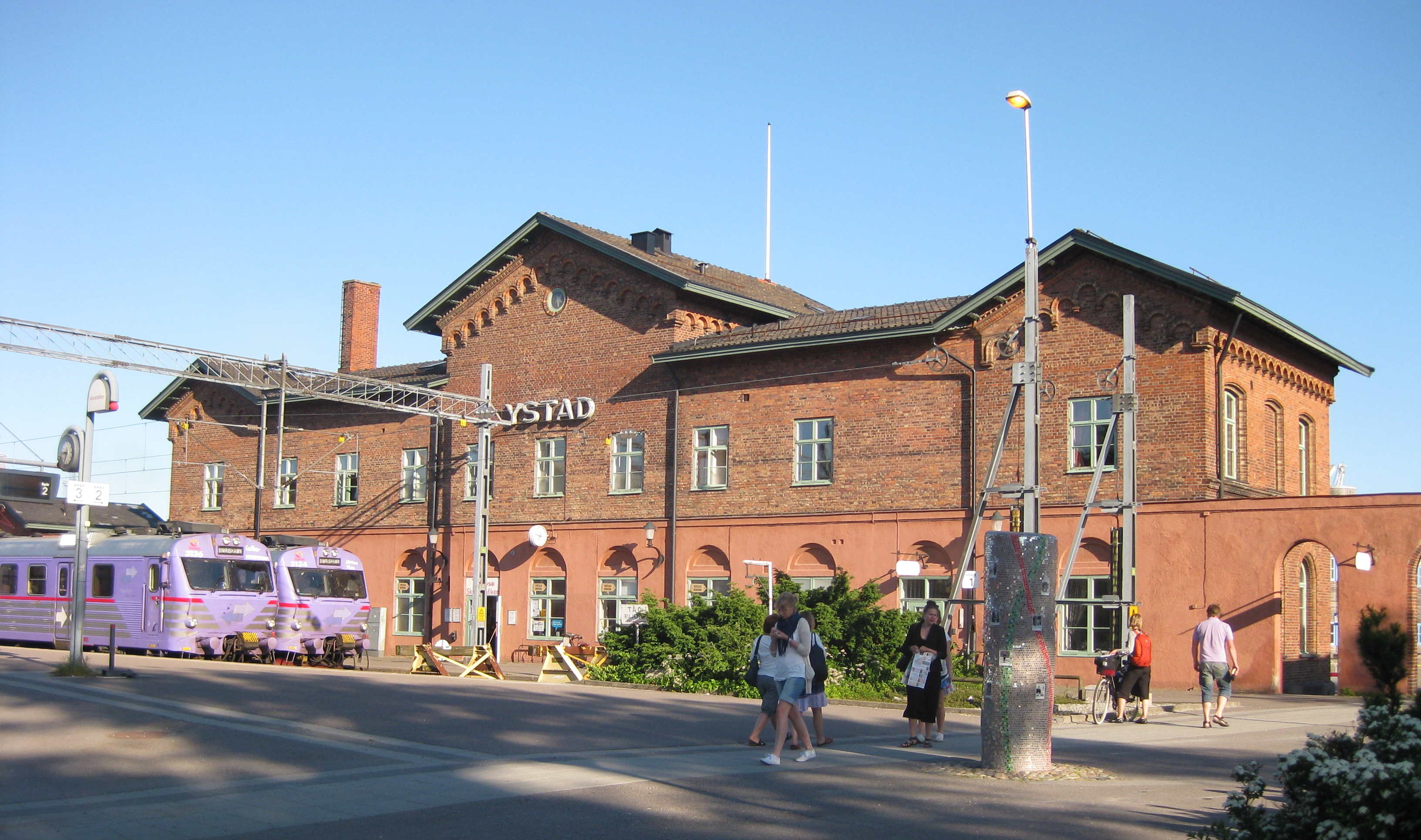
Bahnhof Ystad